# Sagittarius A*
Sagittarius A* (abbreviato in Sgr A*) è una sorgente di onde radio molto luminosa, situata nel centro della Via Lattea, parte della grande struttura nota come Sagittarius A. Sgr A* è il punto in cui si trova un buco nero supermassiccio, componente caratteristico dei centri di molte galassie ellittiche e spirali. Sagittarius A* avrebbe una massa di circa 4 milioni di volte quella del Sole e, trovandosi nel centro della nostra galassia, costituirebbe il corpo celeste attorno a cui tutte le stelle della Via Lattea, compresa la nostra, compiono il loro moto di rivoluzione.

## Buco nero supermassiccio
Diversi gruppi di ricerca, hanno ottenuto delle immagini di Sgr A* nella lunghezza d'onda delle onde radio utilizzando l'interferometria a lunghissima base (VLBI); le immagini ottenute hanno rilevato un disco di accrescimento e un getto relativistico, che farebbe pensare ad un buco nero supermassiccio. Le misure hanno una risoluzione di un diametro angolare pari a 37 microsecondi d'arco con un errore stimato in +16 e −10. A 26000 al di distanza equivale ad un diametro di 23,6 milioni di km. Come termine di paragone, la Terra si trova a 150 milioni di km dal Sole, mentre il pianeta Mercurio è a 46 milioni di km dal Sole nel punto più vicino dell'orbita. Sgr A* avrebbe un raggio di Schwarzschild di circa 11,8 milioni di km.
Sgr A* ha una massa stimata in circa 4,1 milioni di masse solari; dato che questa massa è confinata in una sfera del diametro di 23,6 milioni di km, possiede una densità dieci volte più alta di quanto stimato in precedenza. Questa densità esclude l'ipotesi che si tratti di qualcosa di diverso da un buco nero poiché con altre concentrazioni l'oggetto sarebbe collassato o evaporato su una scala di tempo inferiore a quella dell'età della Via Lattea.
Conoscendo questi dati, solo elevate deviazioni del comportamento della stessa gravità rispetto a quanto predetto dalla relatività generale potevano invalidare l'ipotesi che si trattasse di un buco nero.
Tuttavia ciò che si osserva non è un buco nero in senso stretto; l'energia radio e infrarossa osservata è emanata dal gas e dalle polveri riscaldate a milioni di kelvin mentre cadono nel buco nero. Si pensa che lo stesso buco nero emetta solo radiazione di Hawking a temperature trascurabili, dell'ordine di 1×10−14 K.

## Storia delle osservazioni

Grafico delle principali stelle in orbita ravvicinata attorno a Sagittarius A*. Come termine di paragone, per compiere una rivoluzione completa attorno a Sagittarius A*, S2, lontana dal centro galattico solo 17 ore luce, impiega circa 16 anni, mentre il nostro Sole, distante 26 000 anni luce, impiega circa 225 000 000 di anni (un anno galattico).

Il 6 ottobre 2002 un gruppo di ricerca internazionale diretto da Rainer Schödel del Max Planck Institute for Extraterrestrial Physics pubblicò gli esiti dell'osservazione per 10 anni del moto della stella S2 nei pressi di Sgr A*: Sgr A* è un oggetto eccezionalmente compatto. Esaminando l'orbita di S2, determinarono che la massa di Sgr A* era compresa entro (2,6±0,2)×106 M⊙, confinata in un volume dal raggio non superiore alle 17 ore luce (120 au). Osservazioni successive determinarono una massa di 3,7 milioni di masse solari in un volume dal raggio compreso entro 6,25 ore luce (45 UA), o 6,7 miliardi di km.
Nel novembre 2004 un gruppo di astronomi annunciò la scoperta di GCIRS 13E, primo buco nero di massa intermedia confermato della nostra Galassia, orbitante a 3 anni luce da Sgr A*; questo buco nero di 1300 M⊙ si trova all'interno di un ammasso di sette stelle. Queste osservazioni supportano la teoria secondo cui i buchi neri supermassicci crescono assorbendo materia dalle stelle vicine e da buchi neri di massa inferiore.
Recenti osservazioni dirette con la rete di radiotelescopi Event Horizon Telescope hanno evidenziato un campo magnetico associato al buco nero Sgr A*, campo che alimenta il buco nero stesso. L'attività di Sagittarius A*, al centro della nostra galassia, lo rende una sorta di “motore” che, assimilando la materia di ciò che passa nelle sue vicinanze, produce energia sotto forma di intense radiazioni.
Sagittarius A* è stato fotografato dall'Event Horizon Telescope e la sua prima foto è stata pubblicata il 12 maggio 2022.

### Probabile interazione con buchi neri minori
Poiché le grandi quantità di gas e polveri intorno a Sagittarius A*, e più in generale nei centri galattici, genererebbero stelle massicce che alla fine del proprio ciclo vitale evolverebbero in buchi neri, un gruppo di ricerca ha lavorato su queste premesse utilizzando i dati del telescopio spaziale a raggi X Chandra. Il gruppo ha individuato le firme a raggi X di dodici stelle binarie inattive a bassa emissione, entro tre anni luce da Sgr A*. La posizione e la distribuzione di questi sistemi stellari hanno consentito di ipotizzare la presenza di centinaia di buchi neri silenti entro pochi anni luce da Sgr A*.

## Scoperta di una nube di gas
Qualcosa di insolito fu rilevato già nel 2002, ma fu nel 2012 che fu annunciata la scoperta, pubblicata su Nature, di una nube di gas e polveri che si avvicina velocemente al buco nero. La nube è stata denominata G2 e ha una massa circa tre volte superiore a quella terrestre; dai calcoli della sua orbita fu previsto che nella seconda metà del 2013 essa si sarebbe avvicinata a poco più di 3000 volte il raggio dell'orizzonte degli eventi del buco nero, equivalenti a circa 260 au. Nonostante non sia in rotta di collisione, l'avvicinamento della nube al buco nero potrebbe provocare una notevole emissione di raggi X e anche un brillamento gigante nel punto di massimo avvicinamento, se la nube dovesse frantumarsi per le forze di marea presenti e della materia se dovesse cadere nel pozzo gravitazionale del buco nero supermassiccio.
L'origine della nube era incerta; per alcuni scienziati poteva trattarsi dell'atmosfera esterna persa da una stella massiccia o materia che si stava condensando in un pianeta, la cui formazione però non sarebbe avvenuta a causa dell'ambiente troppo caldo. Simulazioni al computer suggerivano che la nube non sarebbe sopravvissuta all'incontro e che sarebbe stata disgregata in più parti, alcune delle quali destinate a cadere nel disco di accrescimento e che sarebbero state inghiottite dal buco nero; ciò che resta avrebbe cambiato forma e orbita. Nonostante il progressivo avvicinamento al buco nero supermassiccio, G2 si dimostrava ancora intatta. L'evento non si è verificato, e nel 2014 i ricercatori hanno risolto il mistero: G2 è costituita dai resti di un sistema stellare binario.
Uno studio in follow-up di precedenti osservazioni di Hubble e pubblicato a gennaio 2017 ha tracciato il movimento dei gas che, in seguito all'espulsione dal buco nero, formano immense strutture (bolle di Fermi) e ha consentito di stimare l'età di queste bolle intorno ai 2 milioni di anni.